# Мерфи (Калифорнија)
Мерфи (енгл. Murphys) насељено је место без административног статуса у америчкој савезној држави Калифорнија.

## Демографија
По попису из 2010. године број становника је 2.213, што је 152 (7,4%) становника више него 2000. године.
| Група             | 2000.         | 2010.         |
| Белци             | 1.882 (91,3%) | 1.917 (86,6%) |
| Афроамериканци    | 7 (0,3%)      | 9 (0,4%)      |
| Азијати           | 18 (0,9%)     | 7 (0,3%)      |
| Хиспаноамериканци | 116 (5,6%)    | 223 (10,1%)   |
| Укупно            | 2.061         | 2.213         |